# Valderrobres
Valderrobres este o localitate în nord-estul Spaniei, în provincia Teruel din comunitatea autonomă Aragon, pe râul Matarranya. Este reședința comarcii Matarranya și are o populație de 2.285 de locuitori. (2009). În anul 2005 în Valderrobres locuiau 132 de români..

## Monumente
- Biserica din Valderrobres, de stil gotic
- Castelul Valderrobres, de stil gotic târziu
- Mairie

## Galerie

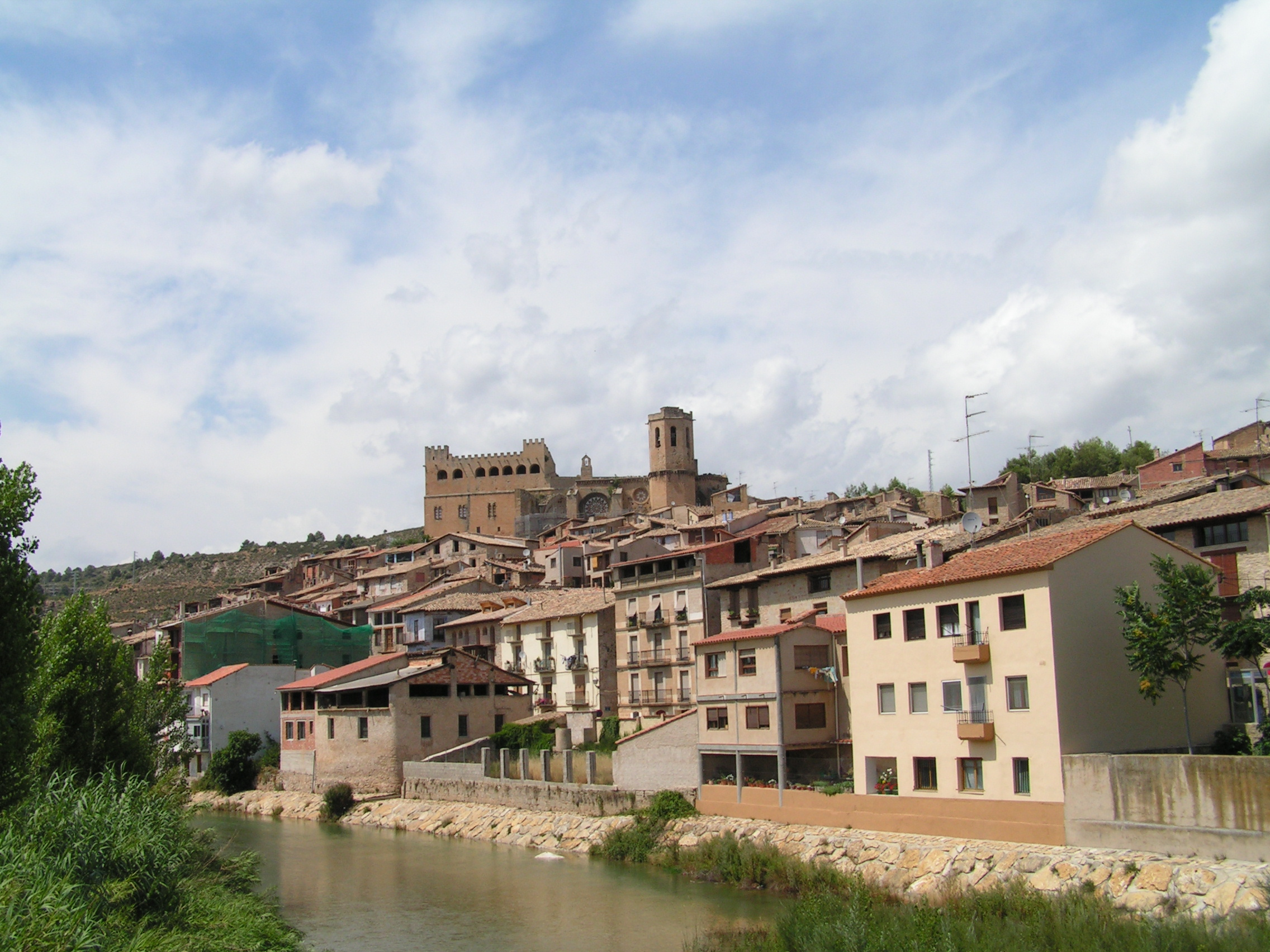
Râul Matarranya trece prin Valderrobres
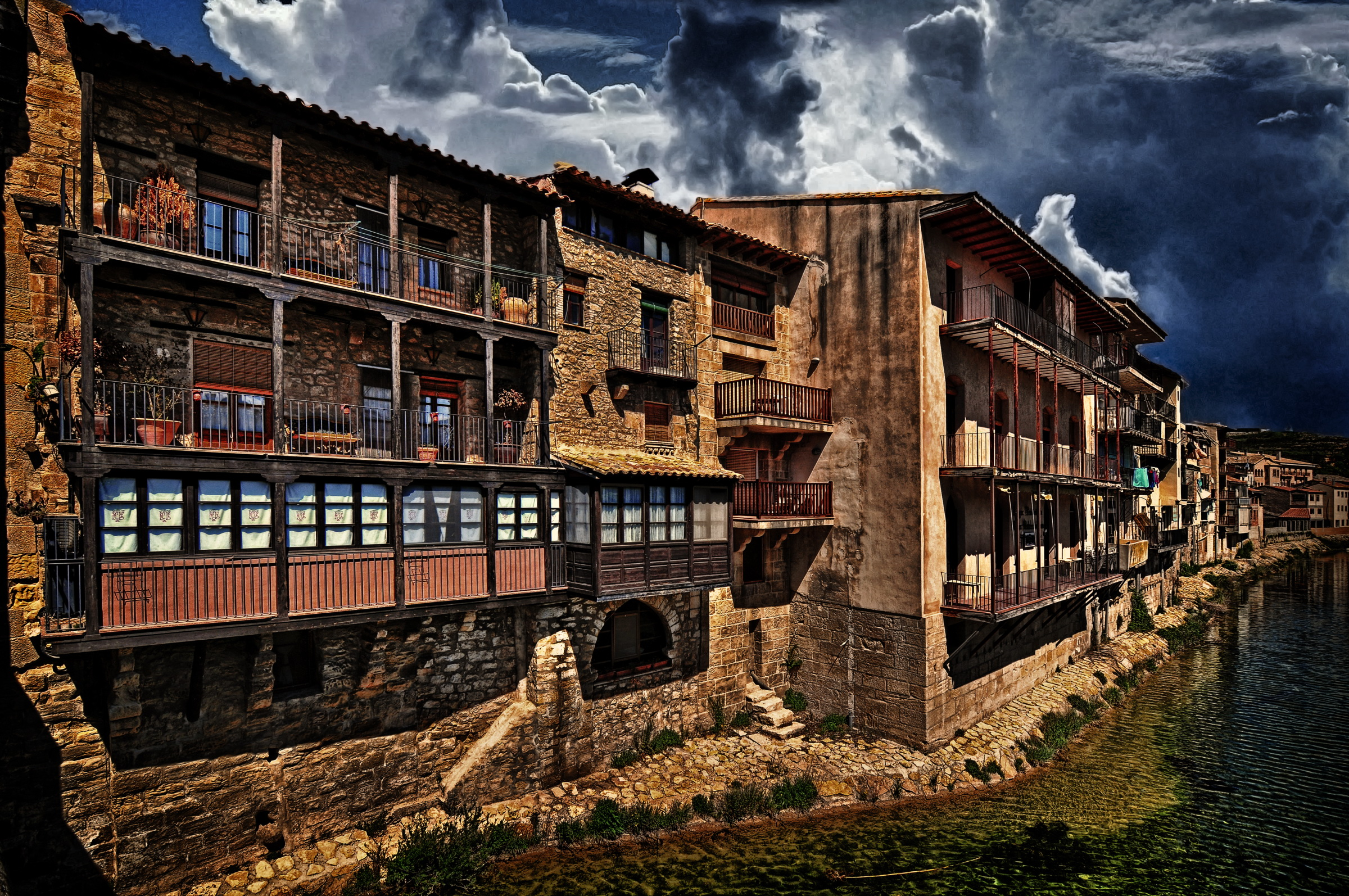
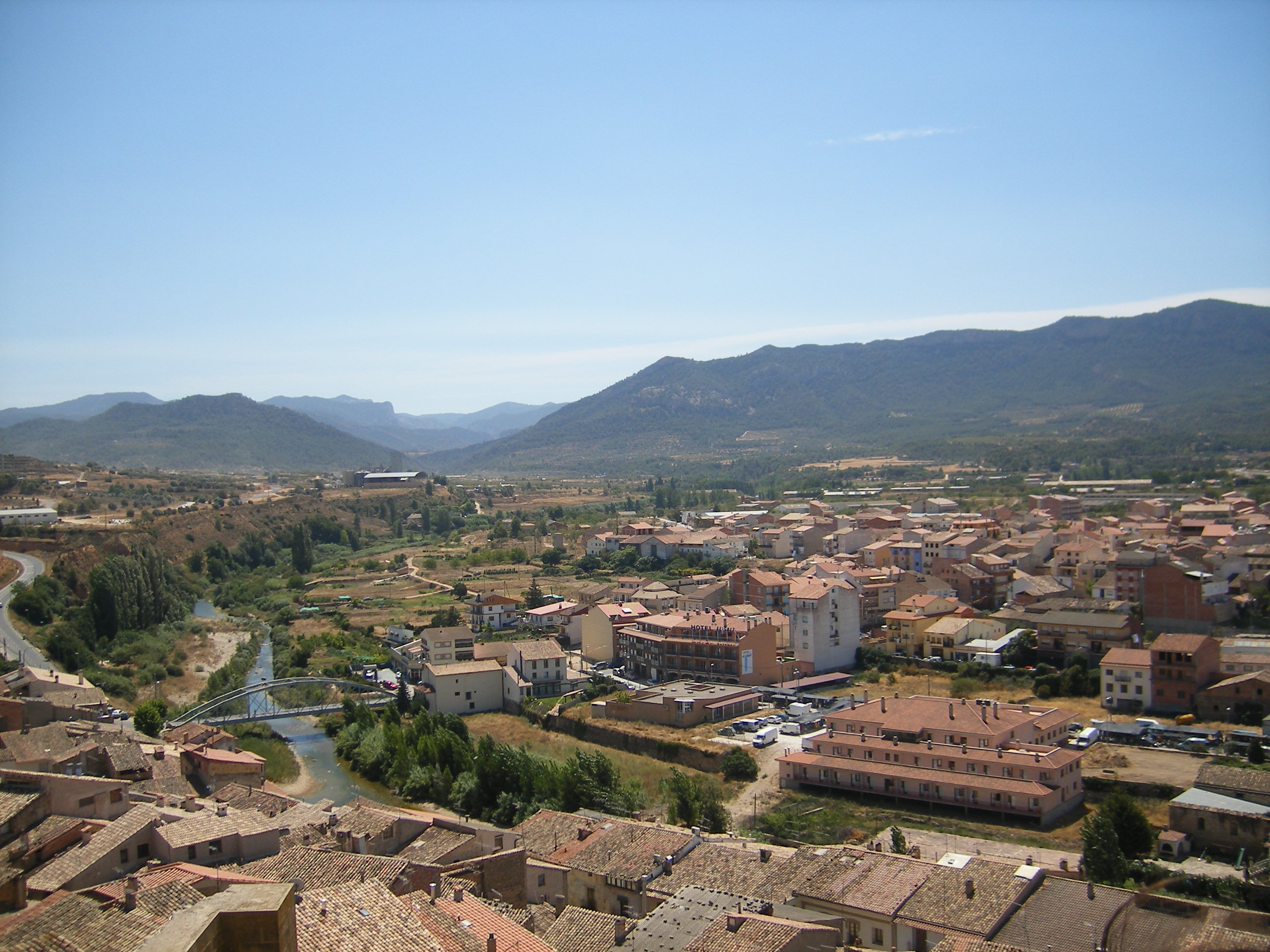
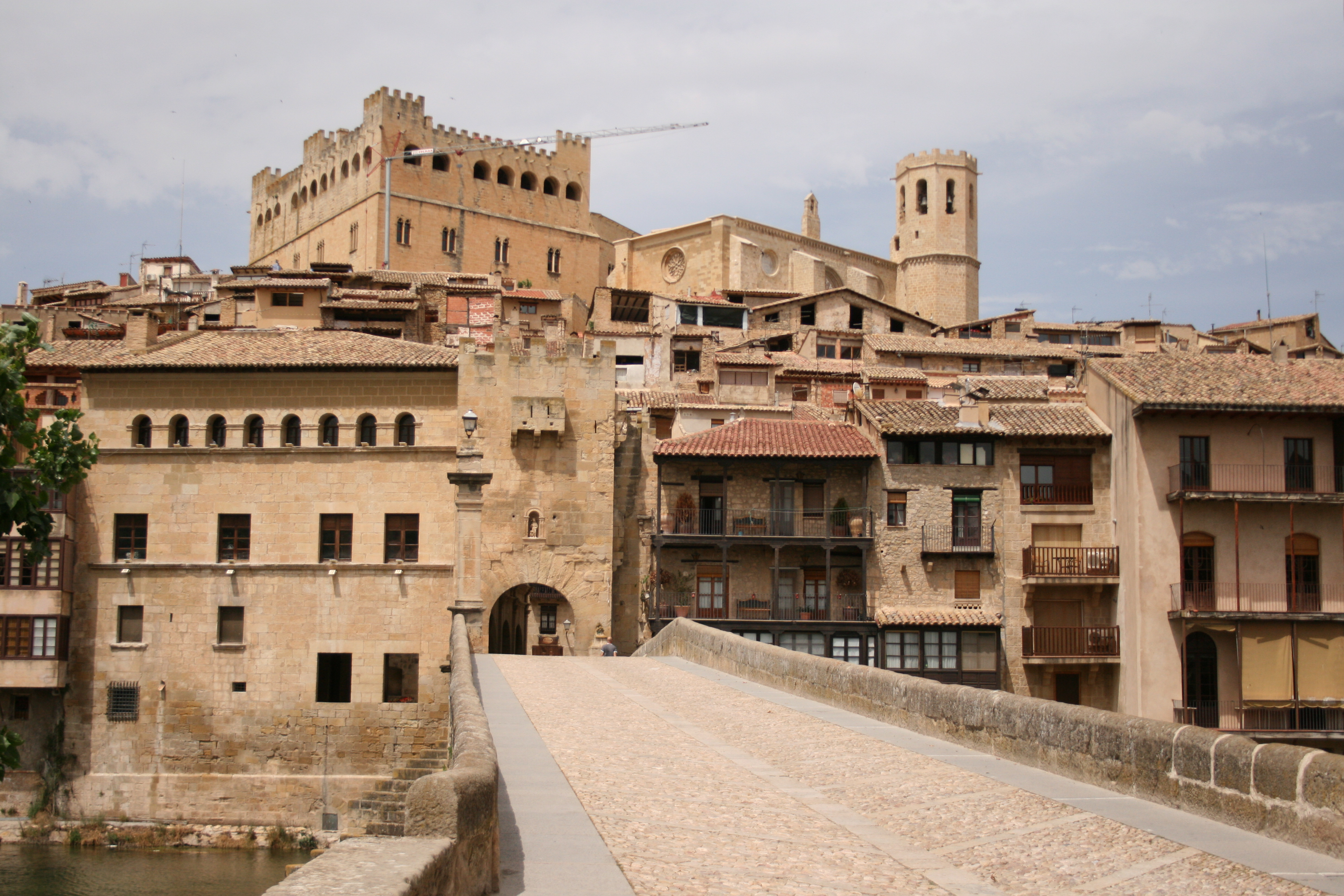
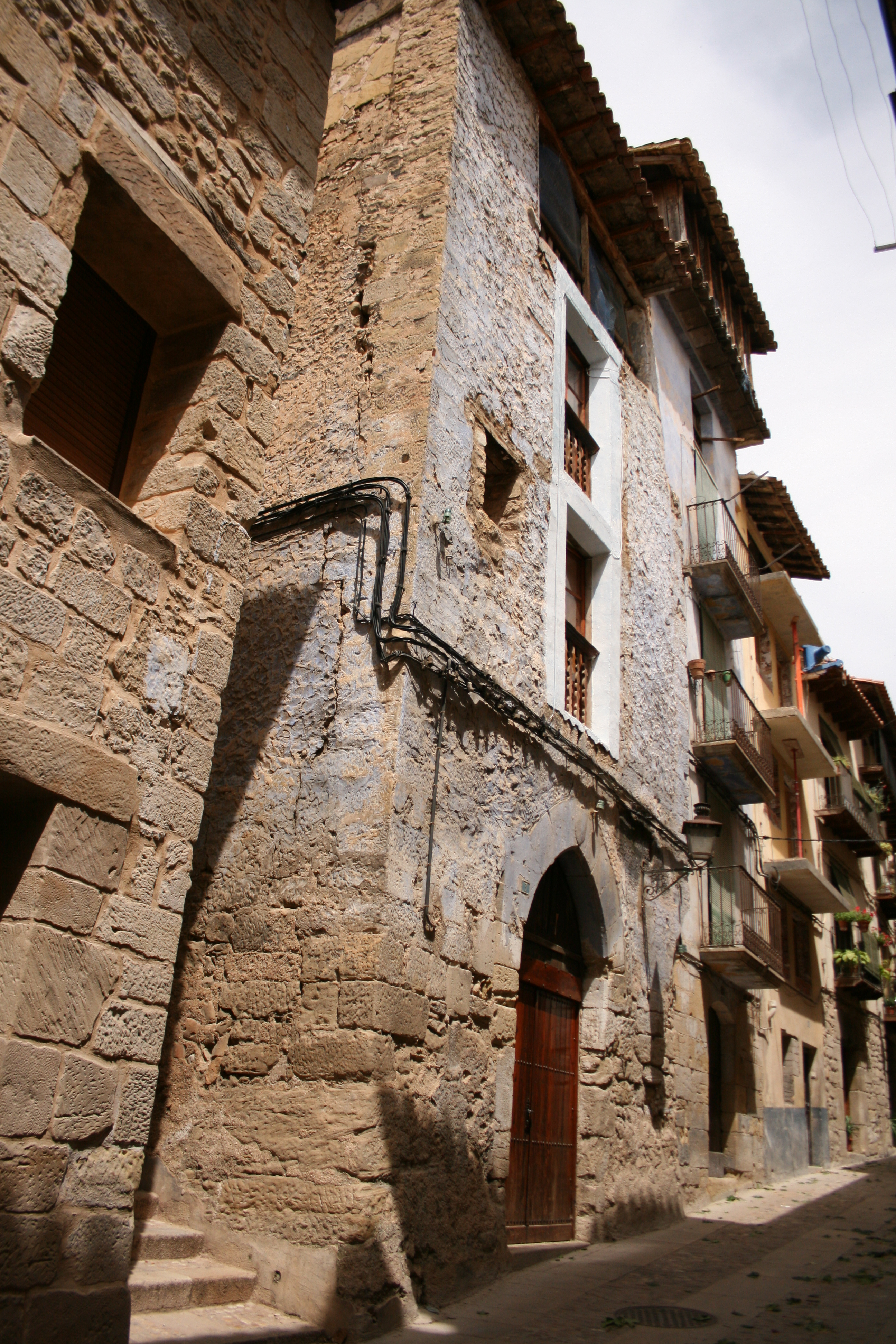
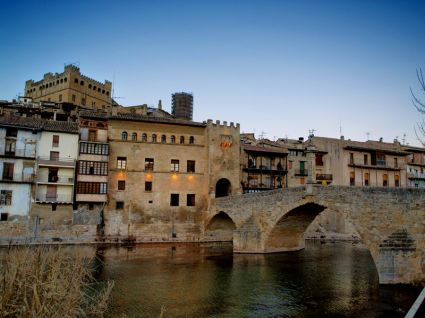
Podul de piatră

## Referențe
1. ↑  Nomenclátor Geográfico de Municipios y Entidades de Población (20240402 edition)
2. ↑   https://datos.gob.es/es/catalogo/a02002834-nomenclator-ano-20147 Lipsește sau este vid: |title= (ajutor)
3. ↑  „INEbase / Demografía y población / Cifras de población y Censos demográficos”. Arhivat din original la 26 mai 2015. Accesat în 16 noiembrie 2010.
4. ↑  Carmelo López Esteruelas și Manuel Siurana Roglán. Valderrobres Paso a Paso. Ayuntamiento de Valderrobres. 2005